# Didi auf vollen Touren
Pour plus de détails, voir Fiche technique et Distribution.
Didi auf vollen Touren (en français, Didi bat son plein) est un film allemand réalisé par Wigbert Wicker (de) sorti en 1986.
Malgré la production française et la présence des acteurs Bernard Ménez et Pierre Tornade, ce sixième volet de la série Didi, un personnage comique incarné par Dieter Hallervorden, n'est pas sorti en France.

## Synopsis
Le magasinier Didi, qui travaille depuis nombreuses années au siège de l'entreprise du transporteur Grueter, veut enfin réaliser son grand rêve : devenir chauffeur de camion avec son propre camion, qu'il a construit avec des pièces de rechange de l'entrepôt de Grueter. L'examen de conduite exigé s'avère assez mouvementé, car l'examinateur préfère regarder un match de football avec des écouteurs et une télévision portable. Croyant que l'examinateur le regarde par vidéo, Didi interprète mal ses commentaires du match comme des instructions, les suit exactement, quel que soit le tracé régulier de la route ou le trafic venant en sens inverse, et à la fin du voyage mouvementé, l'examinateur du conducteur, qui est toujours distrait, lui signe le permis de conduire.
Dans le même temps, des fûts de déchets toxiques hautement explosifs contenant du cyanmésytyloxyde sont chargés dans une usine du groupe industriel Chemie AG, alors que le grutier regarde également le match de football. Lorsqu'il y a un but, il commet une erreur d'inattention dans la joie et fait tomber un baril au sol qui explose. Afin de limiter autant que possible le battage médiatique, le PDG Müller confie la question à son chef de service Schulz. Schulz fait alors pression sur Grueter pour qu'il transporte secrètement 50 barils de déchets toxiques vers une décharge en France. N'ayant plus de chauffeurs libres, Grueter se rabat sur Didi et lui promet un futur partenariat à parts égales dans l'entreprise. Croyant qu'il ne transportera que de l'huile usagée, Didi prend en charge la livraison. Dans le même temps, Schulz informe la presse du transport de déchets toxiques vers la France. Le ministre français responsable mobilise la police, après quoi le muet commissaire Bontemps (« C'est moi qui pose les questions ici ! ») surveille la décharge cible.
Au vu de la présence policière, Marcel, un employé de la décharge, comprend mal pourquoi elle en a après le transport de déchets et guette Didi et son camion. Au début, il y a une forte antipathie entre Didi et Marcel, qui apparaît comme un aspirant Casanova, car Marcel laisse Didi dans l'ignorance du chargement. Il a vite des doutes sur sa mission : d'abord il est refoulé avec son chargement d'une décharge à l'autre, puis deux policiers motards pédants sur ordre de Bontemps lui rendent la vie difficile ainsi qu'à Marcel, et enfin Marcel essaie plus d'une fois de voler le camion. Didi réussit enfin à arracher la vérité à Marcel au moyen d'une conduite risquée : Didi voyage avec des déchets toxiques hautement explosifs, et Grueter lui a confié toute la responsabilité.
Acculés, Didi et Marcel se ressaisissent pour se débarrasser de la charge. Au passage d'un petit village de montagne, l'un des tonneaux s'échappe et arrive dans un bistrot. À ce moment, le propriétaire du restaurant ouvre une bouteille de gaz, qui explose lorsqu'une cigarette tombe négligemment. Du coup, Didi et Marcel pensent que leur baril a déclenché l'explosion. Le récent battage médiatique à cet égard fait douter le patron de l'entreprise, Müller, des activités de Schulz. Mais il explique à son patron : Didi ne transporte en fait que de l'huile usagée. Le mensonge sur les déchets toxiques supposés est une ruse pour mettre la presse sur le semi-remorque et détourner l'attention de Chemie AG. Schulz a besoin du temps gagné (encore 24 heures) pour charger les vrais barils dangereux sur un navire et les faire sortir du pays de l'autre côté du Rhin.
Pour s'assurer que la manœuvre de diversion se poursuive, Schulz se rend en France pour continuer à protéger le camion de Didi des accès de la police et de la presse. Alors il simule un chantier et conduit la police autour du commissaire Bontemps jusqu'à une ferme. Malgré tout, Didi et Marcel ont un accident avec le camion alors qu'ils tentent d'échapper à un contrôle de police et tombent dans une pente. Schulz reprogramme ensuite afin de gagner encore plus de temps : il informe la police de l'endroit où se trouvent Didi et Marcel, après quoi Bontemps les arrête tous les deux et veut ensuite présenter les prétendus barils de poison aux médias et au ministre. Mais là aussi, Schulz le bat, le transport est des barils de pétrole.
Bontemps, embarrassé, ne voit qu'une seule possibilité de faire le ménage face à la faillite médiatique : il ordonne à ses flics à moto de relâcher "involontairement" Didi et Marcel. De cette façon, Bontemps espère que les deux le mèneront aux barriques manquants. Didi et Marcel partent effectivement à la recherche, mais ne rencontrent que Schulz dans une cave à vin, il les enferme tous les deux ici, essaie de les noyer dans du vin rouge et leur explique la vérité. Finalement, Didi et Marcel parviennent à s'échapper de la cave.
Tous deux montent dans le camion de Didi et, suivis par Bontemps et sa police, se dirigent vers le Rhin, qui coule près de la frontière, où ils trouvent le bateau avec les déchets toxiques. Dans une cascade audacieuse, Didi arrive avec le tracteur sur une barge près du rivage, qui est arrachée par la force et traînée à la suite du navire de déchets toxiques. Le cargo est contraint de s'arrêter et peut éventuellement être arrêté par la police. Cela rend le scandale des déchets toxiques public et l'éclaircit. À la fin, on apprend que le commissaire Bontemps est distingué, Didi et Marcel ont créé leur propre entreprise de transport et que Chemie AG en la personne de Müller et Schulz reçoit une amende. Les barils de déchets toxiques disparaissent enfin sans laisser de trace lorsque l'Allemagne et la France veulent les faire éliminer en coopération…

## Fiche technique
- Titre : Didi auf vollen Touren
- Réalisation : Wigbert Wicker (de) assisté de Berno Kürten (de) et Winka Wulff
- Scénario : Dieter Hallervorden, Felix Huby (de), Christoph Treutwein
- Musique : Uwe Borgwardt
- Directeur artistique : Albrecht Konrad
- Costumes : Rotraud Braun
- Photographie : Joseph Vilsmaier
- Son : Jochen Schwarzat
- Montage : Gabriele Probst, Sybille Windt
- Production : Wolf Bauer, Martin Büttner, Werner Mietzner
- Société de production : UFA
- Société de distribution : Tobis Filmkunst
- Pays d'origine :  Allemagne de l'Ouest,  France
- Langue : allemand
- Format : Couleur - 1,85:1 - Mono - 35 mm
- Genre : Comédie
- Durée : 92 minutes
- Dates de sortie :
  -  Allemagne de l'Ouest : 27 novembre 1986.
  -  Allemagne de l'Est : 24 janvier 1988.
  -  Tchécoslovaquie : 1er octobre 1988.
  -  Russie : 1er octobre 1992.

## Distribution
- Dieter Hallervorden : Didi
- Bernard Menez : Marcel
- Pierre Tornade : Commissaire Bontemps
- Hans Peter Hallwachs (de) : Schulz
- Gert Haucke : Grueter
- Günther Ungeheuer (de) : Direktor Müller
- Siegfried W. Kernen (de) : le tourist "Schnulli"
- Evelyn Gressmann (de) : la touriste
- Sepp Schauer (de) : le premier policier
- Peter Kuhnert : le deuxième policier
- Patrick Paroux : le restaurateur
- Rainer Schmitt (de) : un journaliste
- Astrid Jacob (de) : une journaliste
- Claude Evrard: Leon
- Maïté Nahyr : la directrice de la décharge
- Michel Bertay : le ministre français
- Maximilian Rüthlein (de) : le conseiller du ministre
- Hubert Saint-Macary : le chimiste
- Gerhard Wollner (de) : l'examinateur de conduite
- Axel Scholtz : le moniteur de conduite
- Walter Buschhoff : le ministre allemand
- Uwe Büschken (de) : un douanier
- Georg Tryphon (de) : le chef des douaniers

## Synchronisation
Le film étant une coproduction, les acteurs français (ainsi que certains acteurs allemands) ont dû être doublés.
| Personnage           | Acteur              | Doubleur               |
| -------------------- | ------------------- | ---------------------- |
| Marcel               | Bernard Ménez       | Wolfgang Draeger       |
| Commissaire Bontemps | Pierre Tornade      | Wolfgang Völz          |
| Le premier policier  | Sepp Schauer        | Rainer Brandt          |
| Le deuxième policier | Peter Kuhnert       | Hermann Ebeling        |
| Le restaurateur      | Patrick Paroux      | Friedrich G. Beckhaus  |
| Le ministre français | Michel Bertay       | Friedrich Schoenfelder |
| Le chimiste          | Hubert Saint-Macary | Michael Christian      |
| Leon                 | Claude Evrard       | Arnold Marquis         |

## Production
Le film est tourné à Berlin et dans le sud de la France, alors que les véhicules ont de nombreuses plaques de Fribourg-en-Brisgau

## Box-office
Le film fait 1 691 448 entrées en Allemagne en 1986.